# 294P/LINEAR
294P/LINEAR est une comète périodique du système solaire, découverte le 13 janvier 2008 par le programme LINEAR.